# Morris Lapidus
Pour les articles homonymes, voir Lapidus.
Morris Lapidus, né le 25 novembre 1902 à Odessa et mort le 18 janvier 2001 à Miami Beach, est un architecte américain originaire de Russie. Dans les années 1950, il réalisa les plans de nombreux hôtels aux formes courbées dans un style architectural néo-baroque dans la région de Miami Beach en Floride. 

## Biographie
Né à Odessa en Russie, lui et sa famille, de confession juive, fuient l'Europe durant le pogrom en direction de New York. Il étudie l'architecture à l'université Columbia. Il travaille ensuite comme indépendant dans la région durant 20 ans avant d'être approché pour dessiner des hôtels touristiques de Miami Beach en Floride. 
Il a pour premier gros projet le  Sans Souci Hotel suivi par le Nautilus, le Di Lido, le Biltmore Terrace, et l’Algiers. Son travail connaît un vif succès et après 1952, il travaille ensuite sur le Fontainebleau Hotel, l’Eden Roc et l’Americana (renommé plus tard Sheraton Bal Harbour). L'hôtel servira de décor pour le film de Jerry Lewis The Bellboy ainsi que pour le James Bond Goldfinger (1964). 
Lapidus décède à l'âge de 98 ans à Miami Beach. Il aura dessiné plus de 1 200 bâtiments dont 250 hôtels. Les critiques, pas toujours favorables, comparent un peu son style à celui du célèbre Gaudí (Sagrada Família de Barcelone). Il a souvent plus été admiré en Europe que dans son propre pays d'accueil. Néanmoins, au fil du temps, son travail est regardé de plus en plus positivement.